# OMA Device Management
OMA Device Management est un protocole de gestion d'appareils mobiles. Ce protocole est défini par le groupe de travail "Open Mobile Alliance" (OMA) "Device Management" (DM) (Alliance pour les Mobiles Ouverts - Gestion d'appareils Mobiles)  et le groupe de travail "Data Synchronization (DS) Working Group". La spécification actuelle est OMA DM Version 1.2. Les dernières modifications de cette version datent d'avril 2006.